# 大馬德西克
51°4′57″N 26°8′46″E / 51.08250°N 26.14611°E
大馬德西克（烏克蘭語：Великий Мидськ）是位於烏克蘭西北部里夫內州裏里夫內區的村莊，始建於1939年，面積5.92平方公里，海拔高度171米，2001年人口911。